# Loser
«Loser» (рус. Неудачник) — песня американского альтернативного рок-музыканта Бека, была написана и спродюсирована Хэнсоном совместно с Карлом Стивенсоном и Томом Ротроком. Первоначально песня была выпущена в качестве второго сингла Бека на независимом лейбле Bong Load Custom Records в формате грампластинки, 8 марта 1993 года.
Будучи изданной как сингл, «Loser» получила широкую ротацию на различных «альтернативных» радиостанциях рок-станций, в итоге, популярность песни привела к подписанию контракта между Хэнсоном и Geffen Records. После переиздания сингла на мейджор-лейбле, он достиг 10-й позиции в чарте Billboard Hot 100. Впоследствии, песня была выпущена на третьем альбоме Бека — Mellow Gold.
В 1995 году песня была номинирована на премию «Грэмми» за «Лучшее мужское вокальное рок-исполнение». В 1994 году сингл занял первое место в опросе «Pazz & Jop» Village Voice. В 2004 году песня вошла в список «500 величайших песен всех времён» журнала Rolling Stone. В сентябре 2010 года издание Pitchfork Media поместило её на 9-е место своего списка «200 лучших треков 1990-х годов». В 2015 году британский журнал New Musical Express включил данную композицию в свой список «500 величайших песен всех времён», разместив её в нём на 354-й позиции.

## Концепция и запись
На заре своей музыкальной карьеры — конец 1980-х — начало 1990-х годов — Бек был уличным музыкантом в Нью-Йорке, исполняя материал в жанре антифолк. В начале 1991 года, он вернулся в свой родной город — Лос-Анджелес, из-за проблем с финансами. Испытывая материальную нужду, Бек сменил несколько низкооплачиваемых работ пытаясь свести концы с концами, при этом, но всё же находил время, чтобы выступать со своим материалом в местных кафетериях и клубах. Пытаясь привлечь внимание публики, Бек исполнял песни в неординарной, шутливой манере. «Я наяривал песни Сона Хауса и в то же время публика могла просто сидеть и болтать не обращая на меня никакого внимания, поэтому, от отчаяния или скуки (как моей так и аудитории), я стал придумывать эти нелепые песни просто чтобы посмотреть на реакцию людей. „Loser“ появился именно благодаря этому подходу». Том Ротрок, совладелец независимого лейбла Bong Load, проявил интерес к музыке Бека и представил его Карлу Стивенсону — продюсеру лейбла Rap-A-Lot Records.
«Loser» был написан и записан Беком, когда он был в гостях у Стивенсона. Несмотря на то, что песня была создана спонтанно, Бек утверждал, что у него зародилась идея для этого трека ещё в конце 1980-х годов. В одном из интервью он сказал: «Я не думаю, что я смог бы просто пойти и создать „Loser“ за шесть часов, без какой бы то ни было подготовки. Песня появилась спонтанно, но она была тем, к чему я шёл в течение долгого времени». Бек исполнил несколько своих вещей Стивенсону; продюсер остался под впечатлением от творчества музыканта. Стивенсон записал небольшую гитарную партию из одной из песен Бека на отдельную дорожку, сделал из этого луп и добавил бит драм-машины. Затем, Стивенсон добавил в мелодию звуки ситара и ещё несколько семплов. В свою очередь, Бек начал импровизировать с текстом. Исполняя вокал, он пытался подражать рэп-стилю Чака Ди из группы Public Enemy. По словам музыканта, строчка, которая стала припевом песни, возникла, когда «Когда [Стивенсон] включил записанную плёнку, я подумал: „Мужик, я худший рэпер в мире, я просто неудачник“. Поэтому я начал петь: „Я неудачник, детка, почему бы тебе не пристрелить меня?“». Согласно воспоминаниям Ротрока основная работа над песней была закончена за шесть с половиной часов, с двумя небольшими наложениями, несколько месяцев спустя.

## Мелодия и текст
Хотя, в первую очередь «Loser» относят к альтернативному року, эта песня также содержит элементы блюза, хип-хопа и фолка. Бек признавал влияние фолка: «Я понял, что многое в фолк-музыке — это принятие традиций и отражение стиля нынешнего времени. Я знал, что мой фолк будет звучать классно, если я вставлю хип-хоп бит поверх него». Он также отмечал сходства между дельта-блюзом и хип-хопом, которые были составляющими песни. Мелодия песни построена на нескольких повторяющихся музыкальных элементах: слайд-гитарный рифф, ситар Стивенсона, бас-партия, а также часть в которой звучит гитарное тремоло. Ударные были семплированы из кавер-версии песни «I Walk on Gilded Splinters» Доктора Джона, в исполнении Джонни Дженкинса (альбом Ton-Ton Macoute!). Во время инструментальной части звучит монолог из фильма Стивена Хенфта «Kill the Moonlight»: «Я водитель / я победитель / грядут перемены / я чувствую это». Бек и Хенфт были друзьями, последний снял несколько музыкальных клипов для Хэнсена, включая «Loser».

## Список композиций и форматы издания
Все песни записаны Беком, за исключением отмеченных.

| Bong Load 12" (BL5) 1. «Loser» (Бек, Карл Стивенсон) — 3:58 2. «Steal My Body Home» — 5:18 US CD (DGCDM-21930) 1. «Loser» (Бек, Карл Стивенсон) — 3:58 2. «Corvette Bummer» — 4:57 3. «Alcohol» — 3:51 4. «Soul Suckin Jerk (Reject)» — 6:10 5. «Fume» — 4:29 US 7" (DGCS 7-19270) and US cassette (DGCS-12270) 1. «Loser» (Beck, Carl Stephenson) — 3:58 2. «Alcohol» — 3:51 | UK 7" (GFS 67) and UK cassette (GFSC 67) 1. «Loser» (Бек, Карл Стивенсон) — 3:58 2. «Alcohol» — 3:51 3. «Fume» — 4:29 UK CD (GFSTD 67) and Swedish CD (GED 21891) 1. «Loser» (Бек, Карл Стивенсон) — 3:58 2. «Totally Confused» — 3:28 3. «Corvette Bummer» — 4:56 4. «MTV Makes Me Want to Smoke Crack» (Lounge Version) — 3:29 |

## Хит-парады
«Loser» достигла позиции № 10 в американском хит-параде Billboard Hot 100 и позиции № 1 в рок-чарте Modern Rock Tracks.
| Чарт (1994)                              | Высшая позиция |
| ---------------------------------------- | -------------- |
| Австралия (ARIA)                         | 8              |
| Австрия (Ö3 Austria Top 40)              | 10             |
| Бельгия/Фландрия (Ultratop 50)           | 18             |
| Canada Top Singles (RPM)                 | 7              |
| Finland (Suomen virallinen lista)        | 16             |
| Франция (SNEP)                           | 20             |
| Германия (GfK)                           | 18             |
| Нидерланды (Single Top 100)              | 8              |
| Новая Зеландия (Recorded Music NZ)       | 5              |
| Норвегия (VG-lista)                      | 1              |
| Швеция (Sverigetopplistan)               | 6              |
| Швейцария (Schweizer Hitparade)          | 19             |
| UK Singles (The Official Charts Company) | 15             |
| US Billboard Hot 100                     | 10             |
| US Billboard Hot Modern Rock Tracks      | 1              |
| US Billboard Top 40 Mainstream           | 17             |
| US Billboard Hot Mainstream Rock Tracks  | 39             |

| Чарт (1994)                         | Позиция |
| ----------------------------------- | ------- |
| Australia (ARIA)                    | 70      |
| Canada Top Singles (RPM)            | 62      |
| New Zealand (Recorded Music NZ)     | 29      |
| US Billboard Hot 100                | 50      |
| US Billboard Hot Modern Rock Tracks | 8       |